# Prosper de Sainte-Croix
Prosper de Sainte-Croix (en italien Prospero Publicola de Santa Croce ou Santacroce) (né à Rome vers 1513/1516, mort à Rome le 2 octobre 1589) était l'évêque de Chisame en Candie puis d’Albe, nommé cardinal en 1565 par le pape Pie IV; il occupa également le poste d'archevêque d'Arles (1566-1574).

## Biographie
Prosper de Sainte-Croix naît à Rome vers 1513/1516. Fils d’Antoine de Sainte-Croix, ami des Médicis, il étudie la jurisprudence à Padoue et reçoit en 1538 une charge d’avocat consistorial par le pape Clément VII, puis d’un office d'auditeur de la Rote, et enfin de l'évêché de Chisame en Gandia.
Par la suite, son mérite est reconnu pour les négociations et les affaires d’état : on l'envoie nonce en Allemagne, au Portugal, en Espagne et enfin en France où Prosper de Sainte-Croix acquiert une telle réputation que la reine Catherine de Médicis obtient pour lui en 1565, la pourpre de cardinal en récompense de services rendus lors de ses missions et le fait nommer à l’archevêché d'Arles. Dans sa métropole, il consacre le 2 février 1580, la chapelle des Pénitents bleus, connue sous le vocable des Cinq plaies du Christ et de Notre-Dame de Pitié ; à cette occasion il est reçu dans cette confrérie. Sous son archiépiscopat, les violences catholiques entraînent l'expulsion des protestants de la ville et le vicariat de son diocèse est confié aux évêques nîmois réfugiés à Arles, Bernard Del Bene puis Raymond Cavalesi.
À la mort de Pie V en 1572, le cardinal de Sainte-Croix assiste au conclave qui élit Grégoire XIII ; treize ans plus tard, il assiste à un nouveau concile où il contribue beaucoup à l’élection de Sixte V, le 1er mai 1585. Il meurt le 2 octobre 1589 à l’âge de 76 ans et est enterré à Sainte-Marie-Majeure.